# Camera di commercio italiana per l'Ucraina
La Camera di Commercio Italiana per l’Ucraina (abbreviata: CCIPU) è un'organizzazione no-profit che svolge funzioni di supporto e di promozione degli scambi commerciali fra Italia e Ucraina.
Attualmente, il Presidente della Camera di Commercio Italiana per l’Ucraina è l’On. Renato Walter Togni, il Segretario Generale la Dott.ssa Vanessa Russano e il Vicepresidente Maurizio Carnevale.
L’attività svolta dalla Camera di Commercio Italiana per l’Ucraina prevede l’erogazione di servizi mirati ad agevolare l’inserimento dell’imprenditoria nei mercati ucraino e italiano.
La Camera di Commercio Italiana Per l’Ucraina è registrata nell’albo governativo delle Camere di Commercio d’Italia, tenuto da UNIONCAMERE con la posizione №43, nella sezione «Camere Italo-estere e estere in Italia». CCIPU ha sede sia in Italia a Torino e sia in Ucraina a Kiev.

## Storia
La Camera di Commercio Italiana per l’Ucraina nasce nel 2006 nella città di Lyviv, dall’idea di un gruppo di imprenditori italiani tra cui Maurizio Carnevale, che ne diventa il presidente e vi resterà in carica fino a giugno 2020, per poi diventare Vicepresidente. Sin dalla nascita dell’ente camerale, ricopre il ruolo di vicepresidente Ucraina Pavlo Kachur, politico ucraino. Fino al luglio 2020, il Vicepresidente Italia è stato l’On. Renato Walter Togni. Con la sua nomina a presidente, Kachur è divenuto l’unico Vicepresidente CCIPU.
La prima sede italiana dell’ente camerale, a partire dal 2006, sarà ubicata a Chieri; per poi trasferirsi nel capoluogo piemontese.
Nel 2006, CCIPU sottoscrive un protocollo d’intesa con l'Ambasciatore Straordinario e Plenipotenziario nella Repubblica Italiana Heorhiy Chernyavskyy, rinnovato nel 2012 con la nomina di Yevhen Perelygin.
Nel 2008, CCIPU viene riconosciuta ufficialmente dal Ministero per lo Sviluppo Economico italiano e dal 5 febbraio 2009 è presente nell’Albo Governativo delle Camere di Commercio di Italia, alla posizione numero 43 dell’Albo Camere Miste - Legge n. 580, art. 22 del 29 dicembre 1993.
Nel 2011, la Camera di Commercio Italiana per l’Ucraina sottoscrive un accordo bilaterale con la Camera di Commercio di Parma con obiettivo la promozione del food processing in Ucraina.
Nel 2012, CCIPU organizza per la prima volta l’evento Giornate Italiane in Ucraina, a Kiev. Con la partecipazione dell’Ambasciatore d’Italia in Ucraina Fabrizio Romano, l’evento diventa un’opportunità di incontro e di reciproco vantaggio per il mondo imprenditoriale dei due paesi coinvolti, e si svolge nel giorno in cui si celebra la Repubblica Italiana. Partecipano numerose aziende, provenienti da tutto il territorio italiano. Tra le diverse edizioni programmate dall’ente camerale in Ucraina, Giornate Italiane 2014 fu la più amata. Venne organizzato un concerto itinerante con Matchpoint band, gruppo piemontese che si esibì, girando per Kiev, a bordo di un camion Iveco. Durante quell’occasione, venne programmato anche il corteo di auto delle maggiori case automobilistiche italiane, tra cui Maserati, Lamborghini e Fiat, a cui partecipò anche l’ambasciatore Romano.
Negli anni, la Camera di Commercio Italiana per l’Ucraina ha collaborato con l’ambasciata d’Italia in Ucraina. Romano inaugurò, nel 2012, la prima mostra permanente italiana all’estero, presso il Museo d’arte contemporanea di Lyviv “Borys Voznytsky” che ospitò quindici quadri d’arte moderna del pittore italiano Paolo Levi. La Camera di Commercio Italiana per l’Ucraina fu promotrice, insieme all’Ambasciata d’Italia in Ucraina, al Consolato d’Italia in Ucraina, ad ICE e all’Istituto Italiano di Cultura di Kiev, del Comitato consultivo degli imprenditori italiani in Ucraina”, voluto dal Dott. Romano, e avente l’obiettivo di costituire un anello stabile di congiunzione tra imprese e Ambasciata, facilitando il dialogo, lo scambio di idee e lo sviluppo di iniziative congiunte.
Nel 2013, CCIPU con Confcommercio Sicilia, l’Università di Catania e la Camera di Commercio di Catania intraprende un progetto per supportare l’imprenditoria siciliana, in particolare catanese, in territorio ucraino.
La Camera di Commercio Italiana per l’Ucraina ha contribuito, nel maggio 2014, alla creazione dell’Associazione parlamentare di amicizia Italia Ucraina, voluta e presieduta dall’On. Renato Walter Togni, insieme all'allora presidente CCIPU Maurizio Carnevale, e domiciliata presso la sede dell’Ente camerale. Durante il mese di giugno, la Camera di Commercio è stata invitata alia Camera dei Deputati ad effettuare una presentazione Paese al Gruppo Parlamentare e ad organizzare una serie di incontri regionali con il supporto di tutti i Parlamentari partecipanti al Gruppo di Amicizia.

## Attività
Fin dalla sua nascita, l’Ente camerale si è occupato di supportare le imprese italiane nel processo d’internazionalizzazione di impresa, con destinazione Ucraina, con particolare attenzione all’assistenza nei processi di delocalizzazione commerciale.
Negli anni, la Camera di Commercio Italiana per l’Ucraina ha organizzato diverse Conferenze italo ucraine per il settore Energia&Ambiente, Trasporti, Edilizia&Costruzioni.
CCIPU ha sottoscritto protocolli di intesa con tutte le Camere di Commercio territoriali ucraine e con la Camera di Commercio Internazionale di Kiev. Ha siglato accordi di collaborazione con diverse associazioni di categoria, club degli imprenditori e con istituzioni governative, come UkraineInvest. 
CCIPU cura anche la rivista InformItalia e ha pubblicato numerose riviste settoriali: Guida Edilizia&Costruzioni, Guida Franchising, Guida Franchising Ucraina, Guida Servizi, Guida Servizi Ucraina, Guida Ho. Re. Ca, Guida Energia&Ambiente e Guida Beauty.